# Tarung Derajat

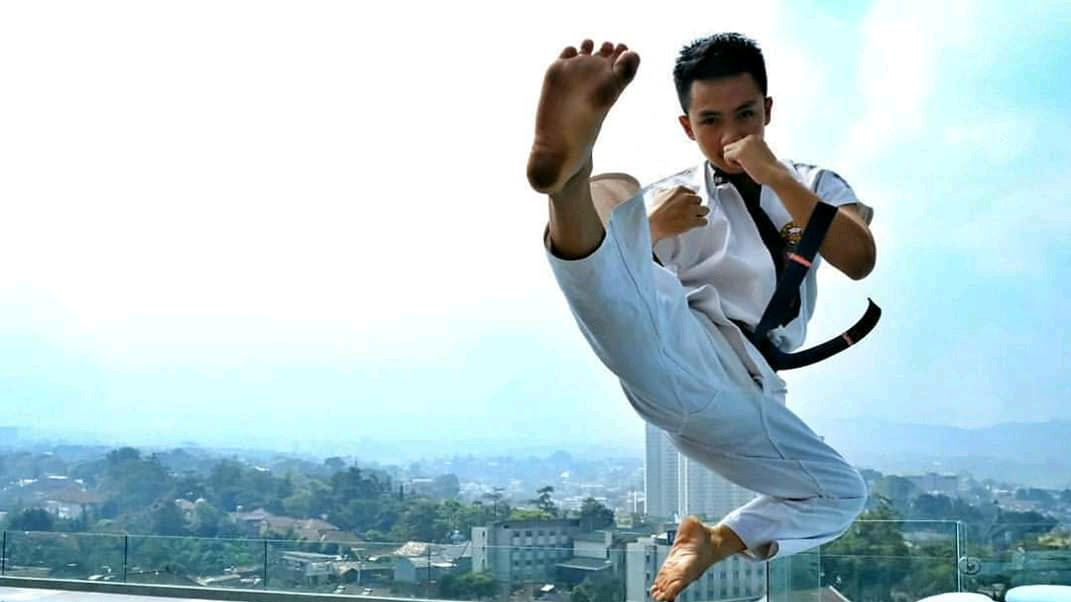
Môn sinh Tarung Derajat đang biểu diễn kỹ thuật đá bay

Tarung Derajat (hay còn gọi là AA BoxeR) là môn võ nghệ thuật truyền thống của Indonesia do sĩ quan cảnh sát Achmad Derajat sáng lập. Phương châm của môn võ thuật này là "Aku Ramah Bukan Berarti Takut, Aku Tunduk Bukan Berarti Takluk", có nghĩa là "Tôi thân thiện nhưng không có nghĩa là tôi sợ hãi, tôi cúi đầu nhưng không có nghĩa là tôi nhượng bộ". Đây cũng là một bộ môn thi đấu tại Đại hội Thể thao Đông Nam Á năm 2011 (SEA Games 26) do nước chủ nhà Indonesia đưa vào chương trình

## Đặc điểm
Tarung Derajat là môn võ tổng hợp của Indonesia nó tập hợp toàn bộ các đòn đánh hiểm nhất của những môn võ có tính sát thương cao nhất như Pencak Silat, Muay Thái, kick-boxing, karatedo, taekwondo hệ phái ITF, aikido và jujutsu. Nó cũng là môn võ khá hấp dẫn, trong thi đấu chuyên nghiệp khi thi đấu kết hợp các đòn đấm, đá, chỏ, gối, vật lộn di chuyển, tổng hợp những động tác của bộ phận nào trên cơ thể cũng được phép sử dụng để triệt hạ đối phương một cách nhanh nhất. Chữ Tarung trong tiếng Indonesia có nghĩa là "chống" và derajat có nghĩa là phẩm giá con người, Tarung derajat có nghĩa là "cuộc đấu tranh cho nhân phẩm". Môn võ đường phố này đã được các lực lượng vũ trang Indonesia tập luyện vì tính hiệu quả cao của nó trong việc tiêu diệt kẻ thù.

## Lịch sử

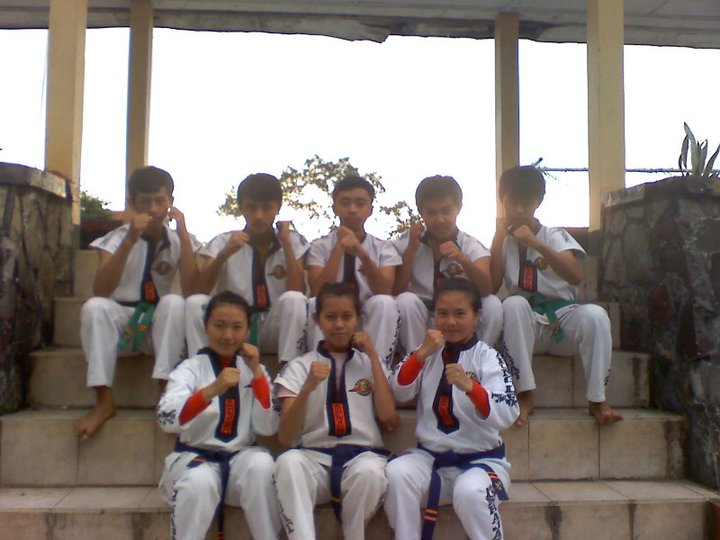
Các môn sinh nhí Tarung derajat

Achmad Derajat - một chàng trai có cha mẹ là người Indonesia trong lực lượng đặc nhiệm để quét sạch quân nổi dậy. Achmad thường xuyên bị bắt nạt và liên tục bị hăm dọa mạng sống bởi những kẻ côn đồ địa phương sống gần nhà. Chỉ một thời gian luyện tập võ thuật với các môn pencak silat, muay Thái, kick - boxing, karatedo, taekwondo hệ phái ITF, aikido và jujutsu, Achmad Derajat đã kết hợp các môn võ mà mình đã học để phối triển thành môn tarung Derajat ngày nay. Riêng bản thân ông đã trở thành "chiến binh đường phố tại Bandung" vào thập niên 60 của thế kỷ XX.
Kể từ năm 1990, tarung Derajat được cải tiến để trở thành một môn thể thao tại Indonesia. Năm 1998, tarung Derajat được chính thức tổ chức giải quốc tế với sự tham dự của nhiều quốc gia trên thế giới. Môn võ này có 2 hình thức thi đấu: đối kháng (luật thi đấu tổng hợp từ các môn pencak silat, muay Thái, kick – boxing, karatedo, taekwondo hệ phái ITF, aikido và jujutsu) và biểu diễn (thiên về nội công và công phá). Môn võ này khi đưa vào chương trình thi đấu của SEA Games đã lược bớt đi nhiều những đòn đánh hiểm: Không được dùng đòn gối, đòn chỏ; với nữ thì không được đấm vào mặt. Tại SEA Games 26 diễn ra vào năm 2011 ở Indonesia, tarung Derajat đã được đưa vào chương trình thi đấu biểu diễn đã thu hút đến chín quốc gia trong khu vực Đông Nam Á tham dự đại hội là Việt Nam, Indonesia, Brunei, Philippines, Lào, Campuchia, Đông Timor, Thái Lan và Myanmar. Việt Nam đã giành được một huy chương vàng, một huy chương bạc và một huy chương đồng.